# 榮譽國民之家
榮譽國民之家（簡稱榮家、榮民之家）是隸屬國軍退除役官兵輔導委員會的榮譽國民照顧設施，自1953年陸續在台灣本島各地設立，最初隸屬臺北市政府社會局或臺灣省政府社會處，至1981年7月改由退輔會管轄。目前有16處榮民之家，共有超過8,000個床位，曾照顧過上萬位榮民，為全台灣規模最大的長照服務體系。

## 介紹
榮民之家在早期皆為公費就養，照顧對象為因戰（公）致身心障礙或年老無依的榮民；自1990年試辦榮民自費安養，並在1994年設立榮民自費安養中心。於2013年11月，自費安養中心皆改制為榮譽國民之家。後因榮家入住率逐年降低，榮家自2017年2月15日開放65歲以上民眾申請自費入住。
早期榮家的建物、室內設備及生活環境仍類似軍隊的團體生活，負責照顧的輔導員亦由退役榮民轉任；且部分榮家地處偏遠，居民與周邊社區互動有限，而使榮家有社會孤立的情形。榮家在近年來陸續進行各項改革措施，例如：改建老舊家區、鼓勵榮民參與社會、與社會共享家區資源、提升專業照顧人力，使榮家逐漸由慈善安置轉向專業的照顧服務組織。自2004年，退輔會推動「榮民服務處─榮民之家─榮民醫院」之整合策略，透過榮民服務處的定期訪視，與榮民醫院的醫療服務配合，使榮家的服務機能更全面發展。
在入住榮民人口結構改變和高齡化的趨勢下，榮家入住人數從1993年開逐年減少，其中公費就養人數急遽減少，自費就養人數逐漸增加，有眷榮民的人數則在2013年超過單身榮民。

## 沿革
中華民國國防部為提高國軍戰力，使軍中老弱官兵退役，以騰出缺額訓練後備兵員，於是設立了退伍除役制度。由於早期官兵大多從軍多年，來自中國大陸各地且單身未成家，政府勢必需妥善安置。對於國軍退除役官兵之安養，最初為聯合勤務總司令部於1952年設立於臺東縣的「陸軍榮譽軍人第一臨時教養院」（1955年7月1日撥交退輔會接管，1955年9月20日改為退輔會「臨時教養院」，1981年7月1日改為退輔會「馬蘭榮譽國民之家」）。後因需安養人數增加，臺灣省政府最初於1953年以克難方式，在新竹市、臺南市、屏東市、花蓮市成立4處「榮譽國民之家」。1954年11月1日，「行政院退除役官兵就業輔導委員會」成立，原先將國軍退除役官兵之政策方向定為輔導就業為主；但部分榮民無法立即投入就業生產，部分需醫療照顧或職業訓練，有的則是年邁不適勞動，故退輔會之名稱在1966年9月8日刪去「就業」兩字。
臺灣省政府於之後至1974年，陸續成立馬蘭、太平、山崎、雲林、岡山、白河、臺北第一（板橋）、彰化、臺北第二（桃園）等榮家。1981年7月1日，榮家皆改隸屬退輔會。1983年，佳里榮家成立。此外，為輔導退役官兵就業，退輔會亦設立山崎（新竹）就業講習所，及彰化、台南、花蓮等3處就業訓練中心；但考量榮民年歲增長，此四處就業輔導中心皆在1994年9月改制為「榮民自費安養中心」，並在2013年11月皆改為榮譽國民之家。
另外，對於因韓戰來臺而退除役尚未就業的反共義士，1954年台灣省政府設立「反共義士生產輔導所」安置，1971年7月16日反共義士生產輔導所併入退輔會「反共義士輔導中心」（今桃園市桃園區虎頭山創新園區）。之後為擴大安置反共義士，在1975年遷建於臺北縣三峽鎮白雞山，命名為「忠義山莊」。而經國民政府從港澳地區接運來臺者，則是由內政部設立的「大陸榮家」所安置；1970年7月1日，大陸榮家由退輔會接管，改稱「大陸榮胞輔導中心」（今新北市土城區中央路四段412號）。1994年8月31日，反共義士輔導中心及大陸榮胞輔導中心裁撤，原反共義士輔導中心改為「臺北榮譽國民之家」。

## 榮家列表
現有16處榮譽國民之家，詳下表：
| 名稱                     | 位置         | 開辦日期      | 備註                                               |
| ------------------------ | ------------ | ------------- | -------------------------------------------------- |
| 臺北榮譽國民之家         | 新北市三峽區 | 1994年8月31日 | 1994年合併反共義士、大陸榮胞輔導中心成立           |
| 板橋榮譽國民之家         | 新北市板橋區 | 1969年11月1日 | 原隸屬台北市政府，稱台北第一榮家                   |
| 桃園榮譽國民之家         | 桃園市八德區 | 1974年4月8日  | 原隸屬台北市政府，稱台北第二榮家                   |
| 八德榮譽國民之家         | 桃園市八德區 | 1994年9月1日  | 山崎榮家→山崎榮民醫院→新竹就業講習所→八德安養中心  |
| 新竹榮譽國民之家         | 新竹市北區   | 1953年4月28日 |                                                    |
| 中彰榮譽國民之家         | 彰化縣彰化市 | 1990年3月1日  | 彰化就業中心→彰化自費安養中心                      |
| 彰化榮譽國民之家         | 彰化縣田中鎮 | 1973年10月1日 | 原為嘉義榮民醫院田中分院                           |
| 雲林榮譽國民之家         | 雲林縣斗六市 | 1957年4月12日 | 原建物於2014年被指定為雲林縣歷史建築               |
| 白河榮譽國民之家         | 台南市白河區 | 1963年8月1日  | 原為嘉義榮民醫院仙草分院                           |
| 佳里榮譽國民之家         | 台南市七股區 | 1983年3月15日 |                                                    |
| 臺南榮譽國民之家         | 台南市東區   | 1953年4月7日  | 2024年6月完成搬遷台南永康區兩處新址                |
| 岡山榮譽國民之家         | 高雄市燕巢區 | 1959年7月1日  |                                                    |
| 高雄榮譽國民之家         | 高雄市楠梓區 | 1994年9月1日  | 原為瑞芳就業中心→台南就業訓諫中心→楠梓自費安養中心 |
| 屏東榮譽國民之家         | 屏東縣內埔鄉 | 1953年4月28日 | 原位於屏東市，1979年遷至內埔                       |
| 花蓮榮譽國民之家         | 花蓮縣花蓮市 | 1953年5月29日 |                                                    |
| 花蓮榮譽國民之家志學分部 | 花蓮縣壽豐鄉 | 1994年9月1日  | 花蓮就業中心→花蓮自費安養中心，2013年併入花蓮榮家  |
| 太平榮譽國民之家         | 台東縣卑南鄉 | 1956年11月1日 | 後改為馬蘭榮家太平分部，2013年裁撤                 |
| 馬蘭榮譽國民之家         | 台東縣台東市 | 1955年7月1日  | 原第一臨時教養院                                   |

## 評鑑制度
退輔會自2002年，每三年辦理榮家評鑑，評鑑參考當時內政部台閩地區老人福利機構評鑑內容。自106年依《長期照顧服務機構評鑑辦法》辦理評鑑。歷次評鑑優等榮家如下：
- 2002年：八德
- 2005年：馬蘭、屏東、新竹、雲林、佳里、高雄
- 2008年：雲林、白河、中彰、高雄
- 2011年：桃園、雲林、岡山、高雄
- 2014年：雲林、臺南、岡山、屏東、八德、中彰、高雄
- 2017年：臺南、馬蘭、八德、高雄

## 相關法規及計畫
- 國軍退除役官兵輔導條例（1964年5月）
- 國軍退除役官兵輔導條例施行細則（1968年10月）
- 國軍退除役官兵就養安置辦法（1968年11月）
- 反共義士輔導中心組織規程（1969年5月）
- 榮譽國民之家組織規程（1971年5月）
- 大陸榮胞輔導中心組織規程（1973年7月）
- 榮譽國民之家辦理自費入住業務試行計畫（2017年2月）